# Gesine Hansen
Gesine Hansen (* 8. Oktober 1965 in Witten) ist eine deutsche Kinderärztin und Hochschullehrerin an der Medizinischen Hochschule Hannover.

## Werdegang
Hansen studierte Medizin an der Ruhr-Universität-Bochum und der Charing Cross und Westminster Medical School London in UK. Von 1997 bis 1999 forschte sie am Institut für Immunologie und Transplantationsmedizin der Stanford University in den USA. Anschließend wurde sie als Professorin, Oberärztin und Leiterin der Sektion Pädiatrische Pneumologie und Allergologie an die Universitätskinderklinik der Martin-Luther-Universität Halle-Wittenberg berufen und übernahm die Leitung einer BMBF Nachwuchsforschergruppe.
Seit 2005 ist sie Professorin und seit 2006 zusätzlich ärztliche Direktorin des Zentrums für Kinderheilkunde und Jugendmedizin der Medizinischen Hochschule Hannover.

## Forschung
Hansen forscht an den Mechanismen und Therapien von Allergien und Immuntoleranz. Sie beschäftigt sich mit perinataler, immunologischer Prägung, also dem Einfluss von verschiedenen Faktoren, die um den Geburtszeitraum herum stattfinden, auf das Allergierisiko des Kindes. Ein weiterer Schwerpunkt von ihr ist die Entwicklung einer Behandlung der erblichen pulmonalen Alveolarproteinose (PAP) mittels gentechnisch veränderten Immunzellen.
Hansen forscht auch an den genetischen Faktoren, die bei Kindern für einen schweren Verlauf einer Infektion mit dem Respiratorischen Synzytial-Virus (RSV) verantwortlich sind und arbeitet an darauf basierenden Screening- und Therapieansätze. In der Observationsstudie PedCAPNETZ-Studie, an der neun Studienzentren in Deutschland teilnehmen, untersucht sie die Epidemiologie, Behandlung und Verlauf von kindlicher Lungenentzündung.

## Auszeichnungen
- seit 2013 Mitglied der Nationalen Akademie der Wissenschaften Leopoldina[4]
- 2013 Eva Luise Köhler Forschungspreis für seltene Erkrankungen[5]
- 2007 Karl Hansen-Gedächtnispreis der Deutschen Gesellschaft für Allergologie und Klinische Immunologie (DGAKI)[6]
- 2003 International Allergy Research Award
- 2002 Wilhelm-Roux-Forschungspreis der Martin-Luther-Universität Halle-Wittenberg

- 2002 Adalbert Czerny-Preis der Deutschen Gesellschaft für Kinderheilkunde und Jugendmedizin[7]
- 2001 Arthur Schlossmann-Preis der Deutschen Gesellschaft für Kinderheilkunde
- 2001 Johannes Wenner-Preis der Gesellschaft für Pädiatrische Pneumologie